# 日本アマ囲碁最強戦
日本アマ囲碁最強戦（にほんあまいごさいきょうせん）は、の囲碁のアマチュア日本一を決める大会。1982年に報知杯関西最強戦として発足し、1989年に報知アマ囲碁最強戦に発展、1992年から報知新聞社創刊120周年を記念して日本アマ囲碁最強戦と改称。2003年まで開催されて休止。アマチュアの大会ながら賞金付きであることと、前年の優勝者への挑戦制であることが特長。
- 主催 報知新聞社
- 優勝賞金は100万円。

## 方式
- 出場者は、各地区または都道府県予選を勝抜いた代表選手と、前年ベスト16、過去のアマ棋戦の成績の点数化による招待選手、その他学生、女流などの推薦選手。
- トーナメント戦の優勝者が、前年の最強位と挑戦手合三番勝負を行う。第1期はリーグ戦で最強位を決定。
- コミは、自由設定選択制で、ニギリで当てた方がコミを設定し、それに基づきもう一方が先後の選択を行う。（コミ設定権は移譲出来る）

## 優勝者と挑戦手合
報知杯関西最強戦
1. 1982年 金沢盛栄（リーグ戦13勝0敗で優勝）
2. 1983年 金沢盛栄 2-1 島田義邦
3. 1984年 金沢東栄 2-1 金沢盛栄
4. 1985年 金沢東栄 2-0 松本渉
5. 1986年
6. 1987年 金沢盛栄 2-0 織田勉
7. 1988年 金沢盛栄 2-1 田口哲郎

報知アマ囲碁最強戦
1. 1989年 金沢盛栄 2-0 坂井秀至
2. 1990年 金沢盛栄 2-1 菊池康郎
3. 1991年 金沢盛栄 2-1 小森祥嗣

日本アマ囲碁最強戦
1. 1992年 今村文明 2-0 金沢盛栄
2. 1993年 今村文明 2-1 高野英樹
3. 1994年 今村文明 2-0 平田博則
4. 1995年 今村文明 2-0 坂井秀至
5. 1996年 坂井秀至 2-0 今村文明
6. 1997年 坂井秀至 2-0 金沢盛栄
7. 1998年 坂井秀至 2-0 和田幸樹
8. 1999年 坂井秀至 2-1 中園清三
9. 2000年 坂井秀至 2-1 金沢東栄
10. 2001年 坂井秀至 2-0 楊橋
11. 2002年 久代俊明 - 浅井英樹（坂井プロ転向によるトーナメント決勝）
12. 2003年 久代俊明 2-0 中園清三